# (7958) Leakey
(7958) Leakey – planetoida z pasa głównego asteroid okrążająca Słońce w ciągu 2 lat i 209 dni w średniej odległości 1,88 j.a. Została odkryta 5 czerwca 1994 roku przez Carolyn i Eugena Shoemakerów. Przed nadaniem nazwy planetoida nosiła oznaczenie tymczasowe (7958) 1994 LE3.